# Hydroleaceae
Hydroleaceae is een botanische naam, voor een familie van tweezaadlobbige planten. Een familie onder deze naam wordt zelden erkend door systemen van plantentaxonomie, maar indertijd wel door het systeem van De Candolle, waarin ze deel uitmaakte van de Corolliflorae.
Het APG-systeem (1998) en het APG II-systeem (2003) erkennen wel een dergelijke familie. Het gaat dan om een kleine familie, bestaande uit slechts één geslacht, Hydrolea, met een dozijn soorten. Bij Cronquist (1981) werd dit genus ingedeeld in de bosliefjesfamilie (Hydrophyllaceae), in de orde Solanales. Bij APG worden alle planten uit de voormalige bosliefjesfamilie naar buiten deze orde verplaatst, met uitzondering van dit genus Hydrolea dat mag blijven en een eigen familie vormt.